# Ryan Klapp
Ryan Klapp, né le 10 janvier 1993 au Luxembourg, est un footballeur luxembourgeois qui évolue au poste d'ailier droit au FC Mondercange.

## Biographie

### RFCU Luxembourg (2012-2013)
La carrière du joueur débute au sein de son club formateur, dans la capitale luxembourgeoise, au RFCU Luxembourg.

### CS Fola Esch (2013-2019)
Après sa belle saison dans son club formateur, il décide de rejoindre le CS Fola Esch en 2013.
À l'issue de la saison 2014-2015, il remporte le premier titre de sa carrière en terminant champion de BGL Ligue.

### F91 Dudelange (2019-2021)
Très sollicité après ses belles saisons au CS Fola Esch, le joueur rejoint en 2019 le F91 Dudelange en signant un contrat de trois ans avec une année en option.

### FC Progrès Niederkorn (2021-2023)
Peu utilisé lors de sa dernière saison dans son ancien club, le joueur décide de rejoindre le FC Progrès Niederkorn en 2021.

### FC Mondercange (depuis 2023)
En 2023, il signe avec le FC Mondercange, en BGL Ligue.

## Palmarès
| CS Fola Esch (1) :                                           | FC Progrès Niederkorn :            |
| ------------------------------------------------------------ | ---------------------------------- |
| - BGL Ligue - Champion : 2015 - Vice-champion : 2016 et 2019 | - BGL Ligue - Vice-champion : 2023 |